# Joseph Keppler

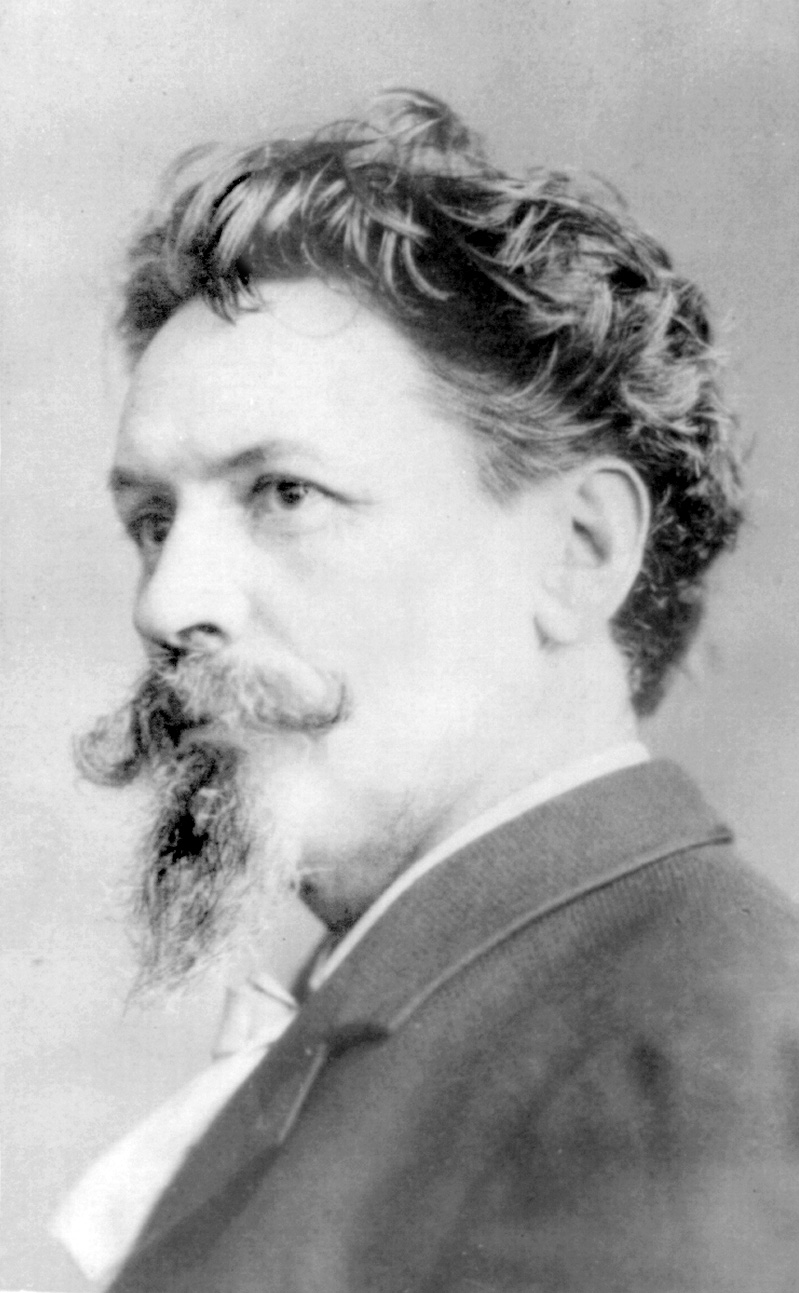
Joseph Keppler en 1880

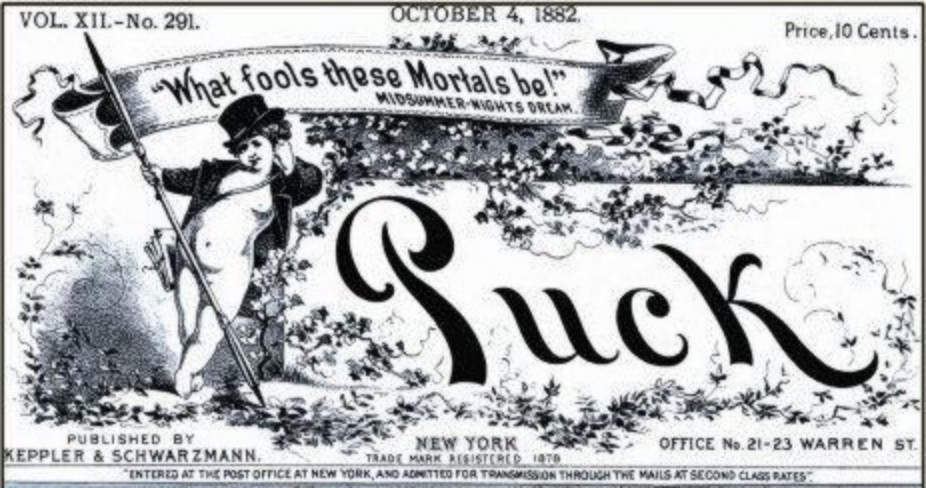
Puck (1882)

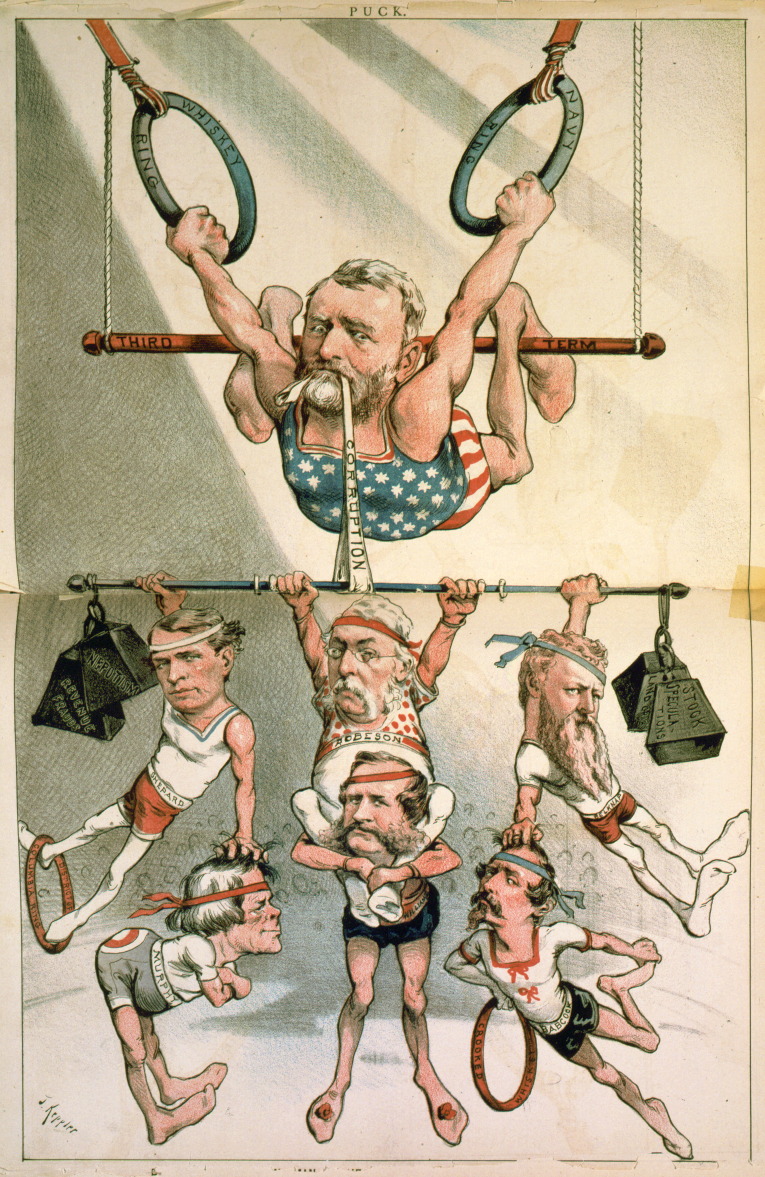
Caricatura de Ulysses S. Grant, Puck (Keppler, 1880)

Joseph Ferdinand Keppler (1 de febrero de 1838, Viena, Austria - 19 de febrero de 1894, Nueva York, Estados Unidos) fue un dibujante y caricaturista estadounidense nacido en Austria, que influyó grandemente en el crecimiento de la caricatura satírica en los Estados Unidos de América.

## Biografía
Desde temprana edad sus caricaturas, de carácter crítico, merecieron publicarse en diversos medios impresos austríacos, pero, siendo hijo de panaderos, su difícil situación económica lo llevó a sumarse a compañías de teatro itinerantes para pagar sus estudios de arte. Recorrió Italia y Tirol, obteniendo también algunos ingresos restaurando viejas pinturas. En 1856 había iniciado sus estudios de arte en la Academia de Bellas Artes de Viena (Akademie der Bildenden Künste), consiguiendo publicar en la revista Kikeriki.
En 1864 se casó con la actriz vienesa Minna Rubens y en 1867 emigró a Estados Unidos, uniéndose a su padre, quien había emigrado años atrás a New Frankfort, Misuri, a raíz de su participación en la revolución de 1848 en los Estados de los Habsburgo. Joseph Keppler se estableció en St. Louis y en agosto de 1869 publicó el semanario humorístico Die Vehme, Illustriertes Wochenblatt für Scherz und Ernst, que duró poco tiempo.
Enviudó en 1870 y al año siguiente se casó con Pauline Pfau, con quien tuvo tres hijos, Udo, Irma y Olga.
En marzo de 1871 fundó Puck, Illustrierte Wochenschrift, en aquel entonces como semanario en lengua alemana que mantuvo en circulación hasta febrero del siguiente año. Invitado por Frank Leslie se trasladó a la ciudad de Nueva York. Trabajó para Frank Leslie's Illustrated Newspaper, destacándose por sus caricaturas contra el presidente Ulysses S. Grant. En 1876, junto a Adolph Schwarzmann, volvió a editar el semanario en lengua alemana Puck. Pionera en el uso de la litografía en color para las caricaturas, esta vez la publicación tuvo sumo éxito, lo que justificó que en 1877 comenzara a publicarse en inglés, edición que sobreviviría hasta 1918.
Aunque solía realizar sus caricaturas personalmente, contó con la colaboración de artistas como Frederick Burr Opper, Livingston Hopkins, Eugene Zimmerman, Louis Glackens, Frank Arthur Nankivell y Rose O'Neill. En 1893 se trasladó a Chicago para publicar la Puck World's Fair edition con motivo de la Exposición Mundial Colombina de Chicago de 1893. La tensión y el cansancio dañaron su salud. Regresó a Nueva York, donde murió el 19 de febrero de 1894.
Su ingenio y opiniones, que no ahorraron críticas a la administración, le ganaron el aprecio de amplios sectores de la opinión pública estadounidense. Sus ilustraciones, simplificando complejos procesos políticos, influyeron en las percepciones de los votantes y contribuyeron a definir el curso de la historia política estadounidense.
Uno de sus hijos, Udo J. Keppler (1872–1956), quien cambió su nombre a Joseph Keppler, Jr. en honor de su padre, fue también caricaturista y trabajó para Puck Magazine. Coleccionista de artefactos indígenas y activista en defensa de sus derechos e intereses, fue nombrado jefe honorario de la nación Seneca.